# Maison forte de Capchicot
La maison forte de Capchicot est un édifice située au lieu-dit Capchicot sur le territoire de la commune de Allons, en France.

## Localisation
L'édifice est située dans le département français de Lot-et-Garonne, sur la commune de Allons.

## Historique
La maison forte de Capchicot a été construite au XVIe siècle et au début du XVIIe siècle.
Le logis a servi de rendez-vous de chasse à Henri IV de France, roi de Navarre, au cours de son séjour à Nérac de 1577 à 1587.
L'édifice est inscrit au titre des monuments historiques en 1998.